# Nibles
Nibles ist eine französische Gemeinde mit 54 Einwohnern (Stand 1. Januar 2022) im Département  Alpes-de-Haute-Provence in der Region Provence-Alpes-Côte d’Azur. Sie gehört zum Kanton Seyne im Arrondissement Forcalquier.

## Geographie
Der Dorfkern befindet sich auf 595 m ü. M. Der Rocher de Hongrie ist ein 1189 m hoher Berg. Das Gemeindegebiet wird vom Fluss Sasse durchquert, in den hier von rechts der Grand Vallon einmündet.  
Nibles grenzt im Norden an La Motte-du-Caire, im Osten und Süden an Châteaufort, im Südwesten an Valernes und im Westen an Vaumeilh.

## Bevölkerungsentwicklung

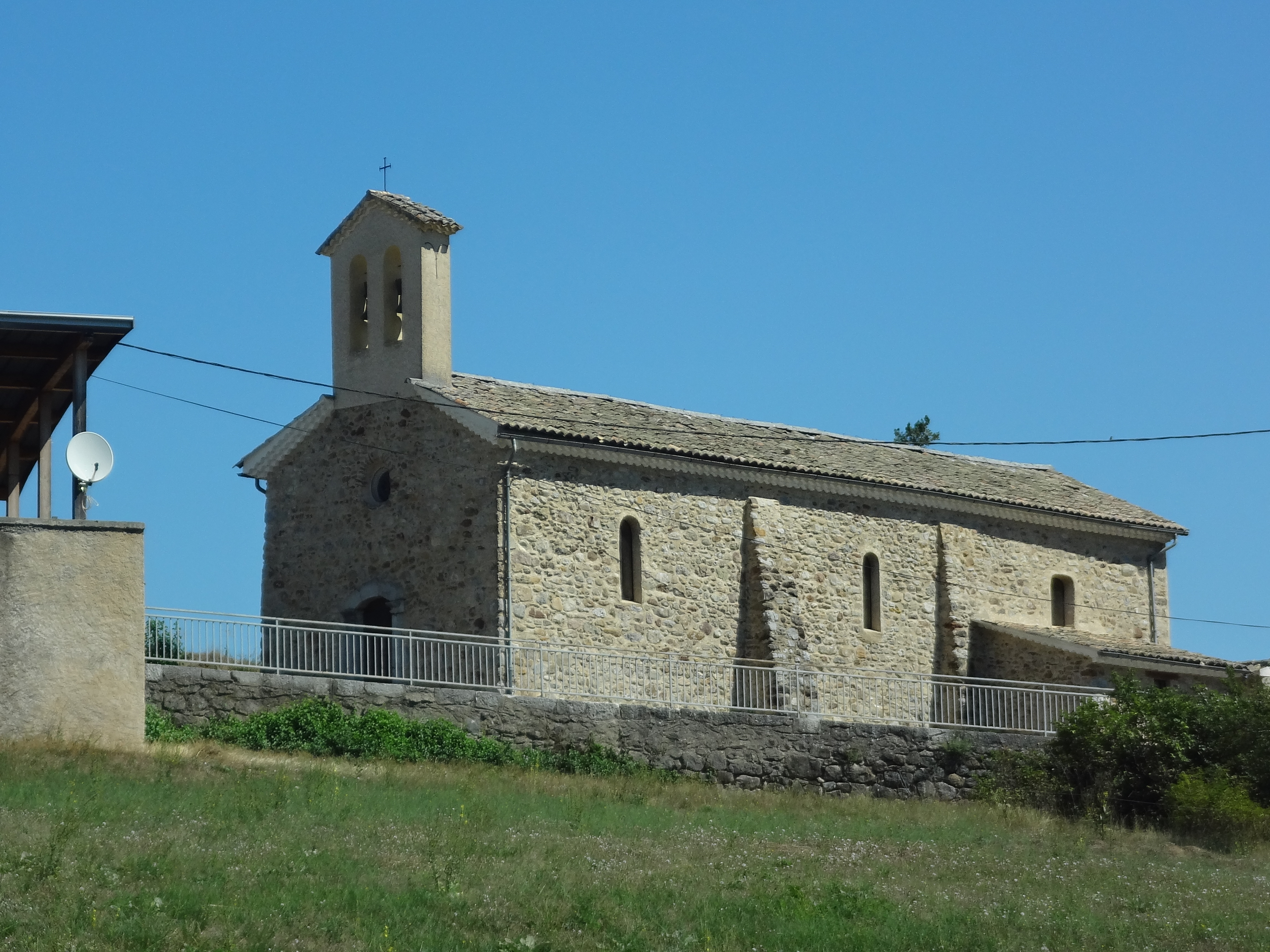
Kirche Notre-Dame-de-Bethléem

| Jahr      | 1962 | 1968 | 1975 | 1982 | 1990 | 1999 | 2008 | 2012 |
| --------- | ---- | ---- | ---- | ---- | ---- | ---- | ---- | ---- |
| Einwohner | 42   | 35   | 33   | 43   | 51   | 42   | 45   | 44   |